# Родопски партизански отряд „Антон Иванов“
Родопски партизански отряд „Антон Иванов“ е подразделение на Втора Пловдивска въстаническа оперативна зона на НОВА по време на комунистическото партизанско движение в България (1941 – 1944). Действа в района на Западните Родопи. Разгромен е през февруари-март 1944 година.

## Създаване и дейност
Първите комунистически партизански формирования са създадената на 2 септември 1941 г. Баташка чета и през февруари 1942 г. Кричимска чета. Водят бой над с. Батак. След многократни престрелки с полицейски подразделения и последвали блокади се разпръсват на малки групи.
Родопският партизански отряд „Антон Иванов“ е създаден чрез тяхното обединение на 14 февруари 1943 или през октомври 1942 г. Командир на отряда е Георги Ликин, помощник-командир Георги Чолаков, политкомисар Георги Кацаров, Лев Желязков и Димитър Петров.
През лятото на 1943 г. съставът на отряда нараства от 40 на 100 души. Извършва нападения над предприятия и железопътни гари, използвани и от германски войски в България, убийства на дейци и поддръжници на властта. На 30 юни 1943 г. води тежко сражение с войска и полиция край с. Фердинандово. Провежда акции в околностите на гр. Пещера, горското стопанство в местността Чукура и с. Змеица. Води бой при местността „Белия кантон“, между Доспат и гр. Пещера, държавното горско стопанство „Куртлуджа“ и др. В отряда се разиграват кървави междуособици, по време на които командирът Георги Ликин заповядва убийството на свои опоненти. Сред тях е редакторът на отрядния стенвестник „Искра“, Асен Милчев (Стамен), екзекутиран през лятото на 1942 година след смъртна присъда, издействана от Ликин.
През есента на 1943 година отряд „Антон Иванов“ нараства до около 200 души. Михаил Груев отбелязва, че социалният профил на отряда представлява „пъстра смесица от дисциплинирани функционери, подчинили се на партийната повеля, градски идеалисти и мечтатели, селски младежи, опитващи се да избягат от мизерията, но и криминални типове и идеалисти, безскрупулни мародери и убийци“. Понякога при акции отрядът се разделя на 3 чети – „Петър Ченгелов“, „Георги Жечев“, „Стефан Божков“. Атакува горски пунктове и стопанства. На 6 октомври провежда едновременна акция срещу 7 обекта. Овладява гарите на Кричим и Дорково. От разрастналия се отряд през ноември 1943 г. се формира чета „Братя Кръстини“, която се отделя и се слага началото на Партизанска бригада „Чепинец“.
През зимата на 1943 г. по-голямата част от отряда (143 души) се установява на лагер „Техеран“ под връх Карлък (дн. Баташки снежник). На 22 февруари 1944 година жандармерийски части блокират достъпа на отряда до населените места в околността. Група партизани успява да се промъкне през блокадата до Батак, за да вземе храна от ятаци. След като е открита, влиза в бой с превъзхождащ по сила противник в местността Търновица. В сражението е убит помощник-командирът Георги Чолаков. Партизаните напускат зимния лагер и започват тежък поход през Родопите, преследвани от многобройни армейски и жандармерийски подразделения. При отстъплението си членове на щаба на отряда и други партизани убиват случайно срещнати цивилни селяни, включително и жена. След няколко ожесточени боя отрядът е разгромен в местността Сухото дере, близо до река Въча. Загива и командирът на отряда Георги Ликин.
Спроед някои източници се спасяват 32 партизани, според други – 19 партизани се спасяват, а 10 са заловени от полицията.

## Паметта за отряда
След Деветосептемврийския преврат от 1944 г. образът на участниците в отряда е героизиран, създаден е фалшив разказ за случилото се, включително за взаимоотношенията между участниците в него. Резултатите от проведени вътрешнопартийни разследвания за причините за разгрома на отряда, за междуособиците в него и за безпричинните убийства на цивилни са засекретени. Мемоарните спомени на трима от оцелелите партизани от отряда, съдържащи сведения за убийства на цивилни и екзекуции на членове на отряда също са засекретени в архива Централен партиен архив. Едва след 1990 г. са отворени за достъп в ЦДА. В момеарите на партизанин от отряда, засекретени до 1990 г., се казва следното: 
"Тръгнахме отново на път. Минавахме покрай къшли. По тях ходеше определена група партизани, която проверяваше има ли някакви храни. Тук-таме намираха по нещо, къде хляб, къде сирене, къде кисело мляко. Беше издадена заповед като се намери човек по къшлите да се задържи и се води с отряда. Но не само това. Казано било и да се избиват. Така бяха убити няколко души равногорчани, съвсем невинни хора, между които и една жена, друга била наранена. За тези наши престъпления след това равногорчани си отмъстиха. Досега не мога да проумея защо този дивак беше издал такава заповед. За тези престъпления аз научих много късно."  -- Спомени от Христо Атанасов Чобанов (бай Ганчо)
През 1990 година Давид Овадия успява да издаде своята книга „Дед или разгромът“, в която отговорността за случилото се в отряда е прехвърлена персонално върху неговия командир Георги Ликин - Дед. Книгата е подготвена за печат още през 1981 г., но не е публикувана поради забрана от управляващата БКП.
През 2019 година в село Равногор е открит паметник на 31 местни жители, убити от партизани от отряд „Антон Иванов“ по време на бягството им или по-късно, след завземането на властта.

## Разследване на разгрома на отряда
Проведени са общо 2 разследвания на разгрома на отряда, които обаче довеждат до разкрития за множество престъпления на партизаните срещу цивилни - повечето невинни селяни от Родопските села Равногор, Фотиново, Черешово и други, като най-много цивилни жертви дава село Равногор.

Първото е от април 1944 г., когато командира на Втора въстаническа Пловдивска зона Иван Радев анкетира оцелелите партизани от отряда, за да „изясни взаимоотношенията вътре в отряда и причините, довели до разгрома му.“ В хода му Иван Радев провежда събрание на всички оцелелия партизани, на което представя резултатите от анкетирането.  Според спомените на партизанина Колю Илинов (Горан), това събрание осветлява поредица от жестоки убийства на невинни жени и деца: 
"На това събрание чух, че Прометей, Новака, Чилика, като са минавали покрай село Черешево, са хванали едно дете овчарче, което да им покаже пътя, след което го накарали да се обърне и закълне, че няма да ги изкаже. Спомням си, че Прометей разказа на събранието, че той застрелял това овчарче в тила. На това събрание чух, че когато Дяд, Прометей и другите от щаба са се изтегляли, са хванали няколко души, между които и една жена, и са ги заклали. Жената се е молила да не я колят, защото имала 4 деца. Това, което чух на събранието, беше за мен потреса[ващо] и невероятно, но факт. -- СВЕДЕНИЕ за живота на отряд „Антон Иванов“ и за неговия разгром. От Колю [Никола] Дойчев Илинов (Горан) 
Ново разследване е организирано от Политбюро на ЦК на БКП през 1953 г. и се провежда от комисия на ЦК, начело с другаря Кантарджиев. Заключението на разследването е, че разгромът не се дължи на предателство, а на „лошо ръководство от страна на отряда и командира му“. Посмъртно е реабилитиран екзекутираният от отряда партизанин Борис Киров (Волин).